# Octopus card

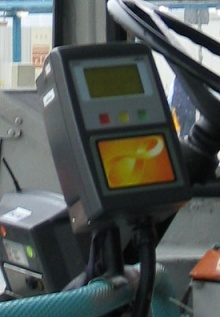
Een Octopus kaartlezer in een bus van New World First Bus

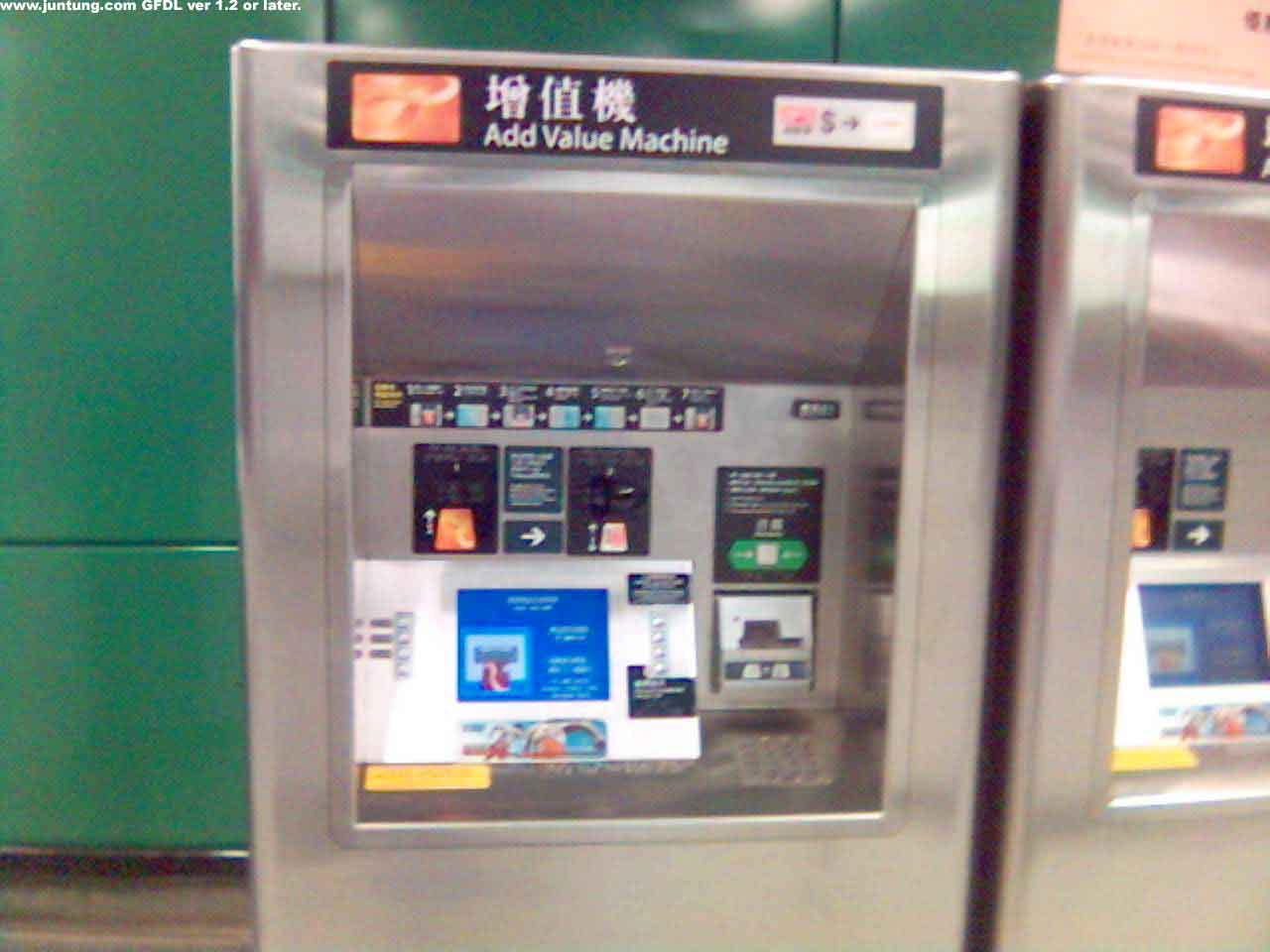
Een Octopus card opwaardeermachine

De Octopus card (in het Chinees: 八達通) is een elektronische betaal- en toegangspas voor het openbaar vervoer in Hongkong sinds september 1997.
Deze kaart is vergelijkbaar met de Nederlandse OV-chipkaart, maar er zijn wel verschillen:
- De kaart is ook te gebruiken als digitale portemonnee voor supermarkten, fast-food restaurants, parkeermeters en andere automaten.[1] Deze functionaliteit is te vergelijken met de voormalige Nederlandse Chipknip.
- Er zijn geen conducteurs nodig in een bus, tram, trein of metro.
- Metro- en treinstations zijn afgesloten met poortjes die met de kaart geopend kunnen worden.
- In de bus betaalt men altijd een vaste prijs per rit, ook al reist men van beginhalte tot eindhalte.
- Bij de treinen en de metro's van de MTR wordt er betaald van begin- naar eindpunt. Een voorbeeld: Er wordt gereisd van halte 1 naar halte 3 en er is nog niet uitgecheckt. Dan maakt het niet uit of er wordt teruggereisd naar halte 2, want het poortje waardoorheen gelopen wordt, bepaalt het bedrag.
- Octopus card blijft onbeperkt geldig.

Deze kaart is niet te gebruiken buiten Hongkong.

## Soorten kaarten
Voor iedere leeftijdsgroep is er een ander soort Octopus card. De kaart kan ook geleend worden en na aflevering wordt de borg terugbetaald. Lenen is vooral handig voor toeristen die na hun vakantie in Hongkong weer terugreizen naar hun eigen land en dan niets met de kaart kunnen.
| Voor wie                                           | Prijs (in HKD)           | Prijs (in Euro omgerekend op 14-6-2011) | Opmerkingen                                                                                                |
| -------------------------------------------------- | ------------------------ | --------------------------------------- | --- |
| Kinderen van 3 tot 11 jaar                         | Kopen: $70, lenen: $20   | Kopen: €6,22, lenen: €1,78              | - |
| Studenten van middelbare scholen en universiteiten | $??                      | €??                                     | Sinds 2005 is er alleen nog maar een persoonlijke kaart.                                                   |
| Volwassenen vanaf 12 jaar                          | Kopen: $150, lenen: $100 | Kopen: €13,34, lenen: €8,89             | Dit is de standaard kaart en het wordt ook gebruikt voor het logo van Octopus Cards Limited, het bedrijf.  |
| Bejaarden (leeftijd verschilt per vervoermiddel)   | Kopen: $70, lenen: $20   | Kopen: €6,22, lenen: €1,78              | - |
| Persoonlijke kaart                                 | Kopen: $100              | Kopen: €8,89                            | Dit is de enige kaart met meerdere kleuren in tegenstelling tot de andere kaarten die maar 1 kleur hebben. |

## Techniek
De Octopus card is uitgerust met een RFID voor draadloze gegevensoverdracht.